# Myostola occidentalis
Myostola occidentalis is een spinnensoort in de taxonomische indeling van de vogelspinnen (Theraphosidae).
Het dier behoort tot het geslacht Myostola. De wetenschappelijke naam van de soort werd voor het eerst geldig gepubliceerd in 1858 door Hippolyte Lucas.